# Санта Кроче Камерина
Санта Кроче Камерина (итал. Santa Croce Camerina) је насеље у Италији у округу Рагуза, региону Сицилија.
Према процени из 2011. у насељу је живело 7668 становника. Насеље се налази на надморској висини од 93 м.

## Становништво
Према резултатима пописа становништва 2011. у општини је живело 9.452 становника.
| 1931. | 1936. | 1951. | 1961. | 1971. | 1981. | 1991. | 2001. | 2011. |
| ----- | ----- | ----- | ----- | ----- | ----- | ----- | ----- | ----- |
| 6.353 | 6.628 | 7.125 | 6.794 | 6.290 | 7.188 | 7.445 | 8.481 | 9.452 |